# Vanessa Denaud
Vanessa Denaud, né le 14 mars 1987, est une joueuse de pétanque française. 

## Clubs
- ?-? : Canuts de Lyon (Rhône)
- ?-? : Stade Auxerrois (Yonne)
- ?- : Le Mée Sports Pétanque (Seine-et-Marne)

## Palmarès[1],[2]

### Séniors

#### Championnats de France
Championne de France
- Doublette mixte 2015 (avec Michel Loy) : Canuts de Lyon